# Cacomantis sepulcralis
El cuco de Indonesia (Cacomantis sepulcralis) es una especie de ave cuculiforme de la familia Cuculidae que vive en el Sudeste Asiático. Algunos investigadores lo consideran una subespecie de Cacomantis variolosus.

## Distribución y hábitat
Se encuentra en las selvas de Indonesia, Malasia, Tailandia, Singapur y las Filipinas.